# هروج
هروج (به عربی: الهروج) یک رشته‌کوه در لیبی است که در استان جفره واقع شده‌است. هروج ۱٬۲۰۰ متر بالاتر از سطح دریا واقع شده‌است.